# Сарабикуловское сельское поселение
Сарабикуловское се́льское поселе́ние — муниципальное образование в Лениногорском районе Татарстана Российской Федерации.
Административный центр — село Сарабикулово.

## История
Статус и границы сельского поселения установлены Законом Республики Татарстан от 31 января 2005 года № 34-ЗРТ «Об установлении границ территорий и статусе муниципального образования "Лениногорский муниципальный район" и муниципальных образований в его составе».

## Население
| 2010 | 2011 | 2012 | 2013 | 2014 | 2015 | 2016 |
| ---- | ---- | ---- | ---- | ---- | ---- | ---- |
| 689  | ↘686 | ↘674 | ↘664 | ↗666 | ↘652 | ↘638 |
| 2017 | 2018 |      |      |      |      |      |
| ↘620 | ↘598 |      |      |      |      |      |

## Состав сельского поселения
| № | Населённый пункт | Тип населённого пункта       | Население |
| - | ---------------- | ---------------------------- | --------- |
| 1 | Сарабикулово     | село, административный центр | ↘620      |